# Украинское (Дагестан)
Украинское — село в Кизлярском районе Дагестана. Входит в состав сельского поселения «Сельсовет «Черняевский»». 

## География
Населённый пункт расположен на левом берегу реки Старый Терек, в 2,5 км к юго-западу от центра сельского поселения — Черняевка и в 42 км к северо-востоку от города Кизляр. 

## История
Образовано как хутор Шпаченко, переселенцами из Украины.

## Население
| 1926 | 1970 | 1989 | 2002 | 2010 | 2021 |
| ---- | ---- | ---- | ---- | ---- | ---- |
| 30   | ↗202 | ↗204 | ↘200 | ↗209 | ↗219 |

Национальный состав
По данным Всероссийской переписи населения 2010 года:
| № | Национальность | Численность, чел. | Доля   |
| - | -------------- | ----------------- | ------ |
| 1 | аварцы         | 132               | 63,2 % |
| 2 | чеченцы        | 22                | 10,5 % |
| 3 | цахуры         | 18                | 8,6 %  |
| 4 | русские        | 14                | 6,7 %  |
| 5 | табасараны     | 13                | 6,2 %  |
| 6 | другие         | 10                | 4,8 %  |

По данным Всероссийской переписи населения 2010 года, в селе проживало 209 человек (103 мужчины и 106 женщин).